# نوسفراتو (فیلم ۲۰۲۴)
نوسفراتو (انگلیسی: Nosferatu) یک فیلم ترسناک گوتیک آمریکایی محصول ۲۰۲۴ به نویسندگی و کارگردانی رابرت اگرز است. این اثر بازسازی فیلم آلمانی محصول ۱۹۲۲ محسوب می‌شود که به نوبه خود مبتنی بر رمان سال ۱۸۹۷ برام استوکر یعنی دراکولا بود. در آن بیل اسکاشگورد، نیکلاس هولت، لی‌لی-رز دپ، آرون تیلور-جانسون، اما کورین، رالف اینسون، سایمن مک‌برنی و ویلم دفو به ایفای نقش پرداخته‌اند.
توسعه فیلم در سال ۲۰۱۵ پس از اکران جادوگر آغاز شد. اگرز قصد داشت این اثر دومین فیلم خود باشد و آن را یک پروژه پرشور توصیف کرد، اما در نهایت تصمیم گرفت تولید را به تأخیر بیندازد و به جای آن فیلم فانوس دریایی و مرد شمالی را کارگردانی کند. همکار مکرر او، آنیا تیلور-جوی قبلاً به پروژه پیوسته بود، اما به‌دلیل تداخل زمان‌بندی از آن کناره‌گیری کرد. اسکاشگورد و دپ به عنوان بازیگران اصلی در سپتامبر ۲۰۲۲ انتخاب شدند. هولت ماه بعد به بازیگران پیوست و دیگر بازیگران در اوایل سال ۲۰۲۳ تأیید شدند. فیلمبرداری عمدتاً در باراندوف استودیوز در پراگ بین فوریه و می ۲۰۲۳ انجام شد.
نوسفراتو نخستین نمایش جهانی خود را در برلین، آلمان، در ۲ دسامبر ۲۰۲۴ داشت و در ۲۵ دسامبر توسط فوکس فیچرز در ایالات متحده و توسط یونیورسال پیکچرز در جهان اکران شد. این فیلم بازخوردهای مثبتی از سوی منتقدان دریافت کرد و در سطح جهانی ۱۸۱٫۳ میلیون دلار فروش داشت، در حالی که بودجه آن ۵۰ میلیون دلار بوده است. این فیلم تبدیل به پرفروش‌ترین فیلم اگرز شده است. در نود و هفتمین دوره جوایز اسکار، این فیلم برای بهترین فیلم‌برداری، بهترین طراحی لباس، بهترین طراحی صحنه و بهترین چهره‌پردازی و آرایش مو نامزد دریافت جایزه شد.

## داستان
در اوایل دهه ۱۸۰۰، دختر جوانی به نام الین از یک موجود فراطبیعی درخواست می‌کند تا تنهایی‌اش را تسکین دهد. فریادهای او موجودی مرموز را بیدار می‌کند که از او می‌خواهد تا برای همیشه به او وفادار باشد و او را فریب می‌دهد.
در سال ۱۸۳۸، الین با توماس هاتر ازدواج کرده و این زوج در شهر ویسبورگ آلمان زندگی می‌کنند. توماس پیشنهاد یک مأموریت پر سود از کارفرمایش، هیر ناک، را قبول می‌کند تا عمارت قدیمی گروئنوالد را به کنت اورلاک که منزوی است بفروشد. الین که از رؤیای لذت‌بخشی از ازدواج با مرگ پریشان است، از توماس می‌خواهد که بماند، اما او بی‌توجه می‌رود و او را به مراقبت از دوست ثروتمندش فردریش هاردینگ و همسرش آنا، همراه با دو دختر جوانشان کلارا و لوئیزا می‌سپارد.
توماس که به کوه‌های کارپات در ترانسیلوانی می‌رسد، با کشاورزان محلی احاطه می‌شود و به نظر می‌رسد که به دلیل ارتباط با اورلاک از سوی آنان طرد شده است. او موفق می‌شود شب را در یک مسافرخانه بگذراند و دو برابر هزینه پرداخت کند و یک زن مسن به او هشدار می‌دهد که به اورلاک نزدیک نشود. آن شب، او شاهد گروهی از رومانی‌هاست که جنازه یک خون‌آشام را از قبر بیرون می‌آورند و با یک تیر به آن ضربه می‌زنند تا خون از بدنش بیرون بیاید. صبح روز بعد، او می‌بیند که دهکده خالی است و اسبش نیز گم شده است. او ادامه می‌دهد تا اینکه یک کالسکه بدون راننده او را به قلعه اورلاک می‌برد.
در ملاقاتشان، اورلاک عجیب و تهدیدآمیز توماس را وادار می‌کند تا فروش ملک را تکمیل کند. اورلاک قدرت‌هایی فراطبیعی از خود نشان می‌دهد که توماس را آشفته می‌کند. زمانی که او به‌طور تصادفی خود را در حین شام می‌برد، هوش خود را از دست می‌دهد و وقتی به هوش می‌آید، علامت گزش را روی سینه‌اش می‌بیند. شب بعد، اورلاک از توماس می‌خواهد که لوکت او را که موی الین در آن است به او بدهد و آن را پس نمی‌دهد. سپس اورلاک توماس را وادار می‌کند که یک سند نوشته شده به زبان جادویی را امضا کند که اورلاک اشاره می‌کند این همان قرارداد فروش ملک است. توماس که به شدت بیمار و ترسیده شده، درخواست می‌کند که برود، اما اورلاک او را رد کرده و از او می‌خواهد که بماند و پیش از رفتن بهبود یابد. پس از بیدار شدن و دیدن دوباره علامت‌های گزش روی سینه‌اش، توماس تلاش می‌کند از قلعه فرار کند و به اشتباه وارد یک مقبره می‌شود جایی که کنت در تابوت خوابیده است، بدنش پوسیده و برهنه است. او با یک کلنگ به او حمله می‌کند، اما اورلاک بیدار شده و به دنبال توماس می‌آید. توماس از اورلاک و گرگ‌هایش فرار می‌کند و در رودخانه‌ای پایین قلعه می‌افتد، جایی که توسط راهبه‌های کلیسای ارتدکس شرقی در یک کلیسای نزدیک نجات داده می‌شود و از او مراقبت می‌شود. آنها توضیح می‌دهند که اورلاک یک سالومونار بوده که پس از امضای عهدی با شیطان به خون‌آشام تبدیل شده است. در همین حال، اورلاک در تابوتش به سمت ویسبورگ در حال حرکت است، در کشتی‌ای که موش‌های حامل طاعون در آن هستند و اعضای کشتی را در طول سفر می‌کشد.
دکتر ویلهلم زیورز، که قادر به درمان خوابگردی‌های مکرر و تشنج‌های الین نیست، با استاد سابقش آلبین ابرهارت فون فرانز، یک دانشمند سوئیسی که به دلیل باورهای جادویی‌اش از جامعه طرد شده، مشورت می‌کند. فون فرانز معتقد است که الین تحت تأثیر یک خون‌آشام شیطانی و طاعون‌بر به نام نوسفراتو قرار دارد. ناک به دلیل کشتن و خوردن گوسفندان خام در بیمارستان روانی بستری می‌شود. زیورز و فون فرانز دفتر ناک را جستجو می‌کنند و متوجه می‌شوند که او خدمتگزار نوسفراتو است، که همان اورلاک است.
توماس به ویسبورگ بازمی‌گردد در حالی که طاعون اورلاک مردم را درمی‌نوردد. ناک فرار می‌کند و یک پورتری را می‌کشد و اورلاک را به عمارت گروئنوالد می‌برد. اورلاک به الین ظاهر شده و اعتراف می‌کند که او قادر به عشق ورزیدن نیست، اما پیمان او با او سرنوشت‌هایشان را به هم پیوند زده و اشتیاق او برای تصاحب او را سیری ناپذیر کرده است. سندی که اورلاک به توماس فریب داده تا آن را امضا کند، به وضوح ازدواج هاترز را باطل می‌کند. اورلاک که می‌داند ارتباطش با الین با زور نمی‌تواند حفظ شود، به او می‌گوید که باید در عرض سه شب به او تسلیم شود، وگرنه توماس را خواهد کشت و طاعون ویسبورگ را فراخواهد خواند. الین بعداً پس از اعتراف به گذشته‌اش با اورلاک، رابطه‌ای آشفته با توماس برقرار می‌کند. اورلاک انتقام گرفته و آنا و بچه‌هایش را می‌کشد. فردریش که از غم و اندوه دیوانه شده است، در حالی که به جسد همسرش تجاوز می‌کند بر اثر طاعون می‌میرد.
تحقیقات فون فرانز نشان می‌دهد که نوسفراتو را می‌توان با فدای یک دختر معصوم از بین برد. الین که می‌داند تنها او می‌تواند طاعون را متوقف کند، با فون فرانز توطئه می‌کند تا توماس را دور نگه دارد. توماس، فون فرانز و زیورز به عمارت گروئنوالد می‌روند، جایی که به‌طور تصادفی ناک را می‌کشند پس از آنکه او را در تابوت اورلاک پیدا می‌کنند. با درک فریب فون فرانز، توماس به سرعت به خانه برمی‌گردد تا الین را نجات دهد، در حالی که فون فرانز کهنه‌خانه را نابود می‌کند. الین اورلاک را به اتاق خوابش می‌خواند و دوباره خود را به او می‌سپارد، به او اجازه می‌دهد تا از او تا طلوع آفتاب تغذیه کند، جایی که نور خورشید او را می‌کشد. توماس بازمی‌گردد و دست الین را می‌گیرد، در حالی که فون فرانز تأیید می‌کند که فدا شدن او آن‌ها را از طاعون نوسفراتو آزاد کرده است.

## بازیگران
- لی‌لی-رز دپ در نقش الین هاتر: زنی که در دوران جوانی تنها، به دنبال «فرشته نگهبان، روحی از آرامش… هر چیزی» بود. این آرزو دروازه‌ای را باز می‌کند—از طریق ارتباط روانی—به سمت نوسفراتو، که به او وسواس پیدا می‌کند. همسر توماس. برگرفته از شخصیت مینا هارکر در آثار برام استوکر است.
- نیکلاس هولت در نقش توماس هاتر: یک مشاور املاک که در شهر ویسبورگ آلمان زندگی می‌کند. او می‌خواهد شریک کارگزاری ناک شود، بنابراین هر کاری برای رسیدن به این هدف انجام می‌دهد. همسر الین. برگرفته از شخصیت جاناتان هارکر در آثار برام استوکر.
- بیل اسکاشگورد در نقش کنت اورلاک / نوسفراتو: یک نجیب‌زاده مرموز و خون‌آشام که تنها در قلعه ویران خود زندگی می‌کند و می‌خواهد یک ملک جدید در آلمان خریداری کند. پیشنهاد شده که او زمانی یک سالومونار بوده که توسط شیطان نفرین شده است تا به خون‌آشام تبدیل شود. نور خورشید برای او کشنده است و تنها می‌تواند در «زمین نفرین‌شده» که در آن دفن شده، ساکن شود. برگرفته از شخصیت کنت دراکولا در آثار برام استوکر.
- آرون تیلور-جانسون در نقش فردریش هاردینگ: یک کشتی‌ساز ثروتمند، شوهر آنا، پدر کلارا و لوئیز و فردی که به خون‌آشام‌ها اعتقادی ندارد. برگرفته از شخصیت آرتور هولم‌وود در آثار برام استوکر.
- ویلم دفو در نقش پروفسور آلبین ابرهارت فون فرانز: یک فیلسوف سوئیسی بحث‌برانگیز، متخصص در کیمیا، عرفان و علوم خفیه. او تنها شخصی است که واقعاً ارتباط روانی عجیب بین کنت اورلاک و الین را درک می‌کند. برگرفته از شخصیت پروفسور بولور اثر هنریک گالن که خود برگرفته از شخصیت آبراهام ون هلسینگ در آثار برام استوکر است.
- اما کورین در نقش آنا هاردینگ: همسر باردار فردریش، مادر کلارا و لوئیز و معتمد و بهترین دوست الین. برگرفته از شخصیت روت در آثار هنریک گالن که خود برگرفته از شخصیت لوسی وستنرا در آثار برام استوکر است.
- رالف اینسون در نقش دکتر ویلهلم زیورز: پزشکی که تلاش می‌کند الین را با داروهای «مدرن» درمان کند. برگرفته از شخصیت جان سوارد در آثار برام استوکر.
- سایمن مک‌برنی در نقش هیر ناک: صاحب کارگزاری ناک و خدمتگزار وفادار کنت اورلاک. او توماس را در خرید و فروش عمارت گروئنوالد استخدام می‌کند پس از اینکه با اورلاک یک پیمان مخفی می‌بندد. او از توهماتی رنج می‌برد که او را مجبور می‌کند موجودات زنده را بخورد. برگرفته از شخصیت رنفیلد در آثار برام استوکر.
- آدلا هسوا در نقش کلارا هاردینگ
- میلنا کونستانتینوا در نقش لوئیز هاردینگ

## انتشار
نوسفراتو نمایش افتتاحیه خود را در ۲ دسامبر ۲۰۲۴ در سینما Zoo Palast در برلین، آلمان داشت. این فیلم در ۲۵ دسامبر ۲۰۲۴ توسط فوکس فیچرز در داخل کشور و توسط یونیورسال پیکچرز در سطح بین‌المللی اکران شد. این فیلم در قالب آی‌مکس، و همچنین در دالبی سینما، نمایش داده می‌شود و علاوه بر این، نمایش‌های ویژه‌ای در قالب ۳۵ میلی‌متری در سالن‌های منتخب از جمله سالن نمایش چینی گرامن کالیفرنیا دارد.

## بازخورد

### گیشه
در ایالات متحده و کانادا، نوسفراتو در کنار یک ناشناخته کامل، بیبی‌گرل و آتش درون اکران شد و پیش‌بینی گردید در آخر هفته افتتاحیه پنج‌روزه خود، حدود ۲۵ میلیون دلار از ۲٫۶۰۰ سینما به دست آورد.

### واکنش نقادانه
در وبگاه جمع‌آوری نقد راتن تومیتوز، ٪۸۴ از ۳۵۸ بررسی منتقدان مثبت است و میانگینِ امتیاز آن ۸/۱۰ است. اجماع این وبگاه چنین می‌نویسد: «نوسفراتو که به‌طور شگفت‌انگیزی توسط کارگردان رابرت اگرز سامان‌دهی شده است، غول فیلم ترسناکی است که به یک اندازه هم تنفرآور و هم وسوسه‌انگیز است.»
این فیلم در متاکریتیک که از میانگین وزنی استفاده می‌کند، بر اساس نظر ۵۹ منتقدین امتیاز ۷۸ از ۱۰۰ را کسب کرده که نشان‌گر «نقدهای عموماً مطلوب» است.